# امین‌آباد (شاهرود)
امین آباد روستایی در دهستان خوارتوران بخش بیارجمند شهرستان شاهرود استان سمنان ایران است.

## جمعیت
بر پایه سرشماری عمومی نفوس و مسکن در سال ۱۳۹۵ جمعیت این مکان ۲۸ نفر (۸خانوار) بوده‌است.